# Lectorium Rosicrucianum
Lectorium Rosicrucianum, или Международная школа золотого розенкрейца, — это современная гностическая духовная школа, которая была образована в Нидерландах в 1935 году. Её основателями являются братья Леене (прежде всего, Ян Леене, он же Ян ван Рэйкенборг, которые первоначально участвовали в работе Братства розенкрейцеров Макса Генделя, но позднее начали самостоятельную работу, взяв за основу учение Генделя. В частности, новое учение строилось на противопоставлении "божественного" и "земного" мира, причем последний рассматривается как место "падения", а живущие в нем люди - как "карикатуры" на небесного человека.  
Сегодня у Школы есть ученики в 47 странах мира. Во всем мире насчитывается около 12000 учеников Школы (в России - около 250) и около 3000 членов. В России Школа начала свою работу в 1993 году.

## Учение и Цели
Учение Lectorium Rosicrucianum основывается на концепции о существовании двух природных порядков. Во-первых, существует известный нам земной природный порядок, включающий в себя как смерть, так и жизнь. В нем все подвержено циклической смене рождения, расцвета, умирания и нового рождения. Во-вторых, есть изначальный божественный порядок. Первая область существования — это тленный мир рождения, цветения, увядания, так называемая «диалектика», по принятой в школе терминологии; вторая — это мир вечного, «статика», в Библии — «Царствие Небесное». В сердце человека в спящем состоянии сохранился лишь последний остаток этого божественного мира, называемый в Школе «духовным атомом-искрой». У многих ищущих это духовное начало проявляется в форме неопределенного чувства тоски, своего рода ностальгии о давно потерянном первоначальном бессмертном состоянии, состоянии единства с Отцом, Богом.
Одна из целей школы — помочь людям осознать истинную причину этого чувства тоски и объяснить необходимость возвращения в божественный природный порядок в процессе возрождения от Духа (Ин. 3:8), о котором говорил Иисус Никодиму. Этот процесс возрождения, или «трансфигурации», становится возможным в результате нашего «ежедневного умирания», говоря словами апостола Павла (1 Кор. 15:31). То, что умирает, — это старая природа, эгоцентричное сознание, а пробудиться надлежит божественной природе, Христу внутри нас. Lectorium Rosicrucianum не только рассказывает об этом процессе, но также помогает и поддерживает учеников в их усилиях реализовать его в своей жизни.

## Ученичество
Трансфигуристское учение не следует рассматривать лишь в философском плане - оно должно быть реализовано в жизни. Именно это является главной целью ученичества в Духовной Школе. Для тех же, кто не чувствуют себя готовыми к ученичеству в указанном смысле, но тем не менее, хотели бы поддерживать связь со Школой, предусмотрено членство. Как ученики, так и члены платят установленные ежемесячные денежные взносы. От учеников ожидают, что они внесут некоторые изменения в свой образ жизни, такие как вегетарианское питание, отказ от курения, алкоголя и наркотиков. Предполагается соблюдение ими норм высокой морали. Как во внешней деятельности Школы, так и во внутреннем саморазвитии, одинаково участвуют мужчины и женщины. Среди учеников — люди всех возрастов.

## Дискуссионные группы
- Yahoo group of the Lectorium Rosicrucianum
- Yahoo group about the Lectorium Rosicrucianum